# 桂枝去芍藥湯
桂枝去芍藥湯為一中藥湯劑名稱。主治為太陽病被醫生誤判而採用「攻下」的治療方法後，所引起的後遺症。其症狀為短而急促的脈膊，感覺胸腔煩悶。

## 出處
《傷寒論． 辨太陽病脈證并治上篇》曰：「  太陽病，下之後，脈促胸滿者，桂枝去芍藥湯主之。」

## 功用
治療胸悶，或心中陽氣不振所致之心絞痛。

## 辨症要點
- 脈促：脈膊跳動快速且短，但無力。[4]
- 胸滿：患者自覺胸中煩悶，好像有氣體充塞住胸部而覺得不舒服。甚且會擴及到肋下及胃部。[5]其原因，乃是由於醫生誤用「攻下法」後，邪氣陷入胸中，造成胸中陽氣不振，因而產生胸悶的現象。[4]

## 方劑組成 (漢制)
桂枝三兩、甘草二兩 炙、生薑三兩、大棗十二枚 擘。

## 方義
桂枝湯本身就是個陰陽調和的藥方，其組成之藥物可分為二類，其一為辛甘化陽的藥物，屬陽；另一組是酸甘化陰的藥物，屬陰。本方去掉了芍藥就只剩下陽藥，如此便可以用來提振胸陽，去除胸悶。

## 加減方
桂枝湯去芍藥加附子湯：當脈促胸滿之外，又稍徵有怕冷的現象時，本方加入附子即成此方。
- 《傷寒論》：「太陽病，下之後，脈促胸滿者，桂枝去芍藥湯主之。若微惡寒者，去芍藥方中加附子湯主之。」[3]
- 若有微微怕冷的現象，此現象並非是外邪所致，而是身體內部，即陰症所導致，[6]亦有認為是腎陽不足，導致溫煦失司的惡寒。[3]此時要用炮附子來溫腎固陽。